# Cinctorres
Cinctorres település Spanyolországban, Castellón tartományban. Cinctorres Castellfort, Forcall, La Mata de Morella, Morella, Portell de Morella és Todolella községekkel határos. Lakosainak száma 442 fő (2024).

## Népesség
A település népessége az elmúlt években az alábbi módon változott:
| Lakosok száma | 509  | 509  | 526  | 498  | 494  | 424  | 411  | 400  | 412  | 33   |
|               | 2001 | 2004 | 2006 | 2009 | 2011 | 2015 | 2017 | 2020 | 2022 | 2033 |